# Теди Спалато
Теди Спалато (рођен као Тадија Бајић; Сплит, 28. април 1954) хрватски је кантаутор далматинске популарне музике, композитор, инструменталиста, музички продуцент и добитник Порина. Познат је по тихим далматинским шансонама са интимним поетским текстовима. Критичари описују његову музику као вешту комбинацију класичних далматинских песама, шансоне, џеза и елемената етно музике.

## Биографија
Рођен је у Сплиту у породици музичара аматера, а пореклом је из Потполетнице у општини Задварје. Прве музичке часове добио је у породици, као и код професора Маринка Катунарића и Љубе Стипишића.

## Каријера
Теди Спалато свира и пева у локалним клапама и групама до 18. године, када се придружује бенду „Анима”, где учи соул и џез музику. Био је студијски музичар до 1982, када је постао гитариста групе Море. Више је познато по томе што су у њеном саставу били и многи касније познати музичари, поред Спалата и Оливера Драгојевића, Мери Цетинић, Јасмин Ставрос, Дорис Драговић и Реми Казиноти.
Године 1985. започео је солистичку каријеру, а истовремено је наступао у оперетама, драмама и балетима у ХНК Сплит. 
Теди Спалато има неколико наступа на домаћим и страним фестивалима забавне музике, од којих је највернији Сплитски, на којем наступа од осамдесетих година прошлог века. Познат је и по сарадњи са многим еминентним музичарима, међу којима су Џибони, Оливер Драгојевић, Мери Цетинић, Зорица Конџа, Љупкa Димитровска, Маријан Бан и Тамара Обровац.
Више пута је награђиван на фестивалу шансоне у Шибенику, а добитник је и три Порина.

## Фестивали
Југословенски избор за Евросонг:
- Прегрни ме нежно (дует са Весном Ивић), Нови Сад '89
- Господе мој, Сарајево '91

Сплит:
- Каријола (као члан групе Море), '83
- Коноба (дует са Мери Цетинић), '86
- Подгоро (Вече Устанак и море, са женском клапом ЈНА), '86
- Палачинке, '88
- Свјетло живота (дует са Мајом Благдан), '91
- Златна круница (са клапом Електродалмација), '92
- Tango d'amore, '94
- Мадона, 95
- Моја Розита (са Влатком Покос, Неном Беланом и Деаном Дворником), '95
- Вридило се родит, 2009
- Оток с благом, 2010
- Фонтана (Вече Познати пјевају), 2010
- Фали море, држ'се краја, трећа награда стручног жирија, 2011
- Све док бура дере (са Томиславом Бралићем и клапом Интраде), друга награда стручног жирија, 2015
- Кућа наше писме (са Гораном Караном и клапом св. Јураја), победничка песма, 2019
- Не замири вило, друга награда стручног жирија, 2020
- Срце у короти, трећа награда стручног жирија Бронзани вал и награда за тест, 2021
- Можда неког волиш, 2022

Мелодије хрватског Јадрана, Сплит:
- Ди нима свађе, нима ни јубави (дует са Мери Цетинић), '93
- Далматинска писмо моја, трећа награда стручног жирија Бронзани галеб, '97
- Шкарпелин, трећа награда стручног жирија Бронзани галеб, '98
- Све ћу преживит, прва награда стручног жирија Златни галеб, награда за најбољи текст и аранжман и награда за најцеловитије дело, '99
- Моје изгубљено благо, прва награда стручног жирија Златни галеб, 2001
- Њено лице ка у Госпе, награда за текст, 2002

Макфест, Штип:
- Небото да заплаче, сонцето да засјае, '89
- Горе меѓу sвездите (дует са Мајом Благдан), '91

Фестивал далматинске пјесме, Каштела:
- Далматино, повишћу притрујена, '99
- Калета / Ју те сан се зајуби, 2006

Далматинска шансона, Шибеник:
- Далматино, повешћу питрујена (Вече старих песама, са Максимом Мрвицом), 2000
- Липоте гладан, јубави жедан, 2004
- Капја мрва нит, трећа награда стручног жирија, 2006
- Њено лице ка у Госпе (Вече старих песама), 2006
- Далматинска душа права, 2007
- Липоте гладан, јубави жедан (Вече старих песама), 2007
- Заплакала писма, 2008
- Бриме јубави, 2009
- Ди то гремо, 2010
- Повист памти, 2012
- Липоте гладан, јубави жедан (Вече ретроспективе Далматинске шансоне 1998. -2011.), 2012
- Ово је наша ноћ (Ауторско вече Душана Шарца), 2022
- Море (са клапом Берулиа), награда за најбољу композицију, 2023

Руњићеве вечери, Сплит:
- Вагабундо, 2006

CMC festival, Водице:
- Како да се помирим, 2010

Златне жице Славоније, Пожега:
- Златна поља мога дјетињства (дует са Мирославом Шкором), 2012

Мелодије хрватског југа, Опузен:
- Добро ти море било, 2013

Загреб:
- Ако стварно волиш жену, 2017
- Не дај на нас, 2020
- Испочетка, 2022
- Сломљена крила, 2023

Мелодије Јадрана, Сплит:
- Пловин твојин тилом (Вече нових песама - Хит лета), 2023

## Дискофрафија

### Као члан групе Море
- Хајде да се мазимо (1983)

### Као продуцент
- Звона звоне - Љупка Димитровска (1990)

### Највећи хитови
- Коноба (са Мери Цетинић)
- Далматински поискује (са Јосипом Гендом)
- Добро ти море било
- Све ћу преживит
- Море снова
- Липоте гладан, љубави жедан